# Jacques Marguerite Étienne de Fornier
Pour les articles homonymes, voir Fornier.
Jacques Marguerite Étienne de Fornier dit Fenerols ou Fénerolz, né le 23 décembre 1761 à Escoussens, mort le 26 décembre 1806 à Golymin (Pologne), est un général français de la révolution et de l’Empire.

## États de service
Il étudie à l'École royale militaire de Sorèze. Il entre le 25 décembre 1779, en qualité de cadet au régiment de Condé. Il est nommé chef de brigade au 2e régiment de dragons le 19 juillet 1795.
Il est promu général de brigade le 29 août 1803, il est fait chevalier de la Légion d'honneur le 20 frimaire an XII (12 décembre 1803) puis commandant de l'ordre le 26 prairial suivant (15 juin 1804).
À la tête de la 1re brigade de la 1re division (Klein) de la réserve de cavalerie, constituée des 1er et 2e dragons, il combat à la bataille de Golymin où il est tué le 26 décembre 1806,.

## Distinction
- Ordre national de la Légion d'honneur[6]
  -  : Chevalier le 20 frimaire an XII.
  -  : Commandeur le 26 prairial an XII.

## Sources
- (en) « Generals Who Served in the French Army during the Period 1789 - 1814: Eberle to Exelmans »
- Thierry Pouliquen, « Les généraux français et étrangers ayant servis [sic] dans la Grande Armée » (consulté le 7 novembre 2013)